# لئونارد فریمن
لئونارد فریمن (انگلیسی: Leonard Freeman؛ ‏ ۳۱ اکتبر ۱۹۲۰ – ۲۰ ژانویهٔ ۱۹۷۴) تهیه‌کننده تلویزیونی، بازیگر و فیلم‌نامه‌نویس اهل ایالات متحده آمریکا بود.
از فیلم‌ها یا مجموعه‌های تلویزیونی که وی در آن‌ها نقش داشته است، می‌توان به هاوایی فایو-او و تسخیرناپذیران اشاره نمود.